# Charley Boorman
Charley Boorman, född 23 augusti 1966 i Wimbledon i London, är en brittisk programledare, reseskildrare och skådespelare. Han är framförallt känd för sina motorcykelresor med sin vän Ewan McGregor i serierna Long Way Round, Long Way Down och Long Way Up. Han är sedan 1990 gift med sin fru Olivia Boorman, de har tillsammans döttrarna Doon och Kinvara.

## Karriär

### Skådespelarkarriär
Boorman började sin skådespelarkarriär tidigt med att medverka i filmer som hans far, John Boorman, regisserade. Bland annat medverkade han i Deliverence (1972) och Excalibur (1981).

### TV-karriär
Inom TV är han mest känd för sina reseskildringar, han har bland annat i tre serier gjort långdistansresor på motorcykel med sin nära vän Ewan McGregor. I den första, Long Way Round' beger de två öster ut från London för att på motorcykel ta sig hela vägen till New York genom att korsa Eurasien och Kanada. 
I den andra resan, Long Way Down, beger de två sig söderut från John O'Groats i Skottland för att korsa Afrika på sin resa mot Kapstaden på Afrikas sydspets. 
I den tredje resan, Long Way Up, beger de två sig  på elektriska motorcyklar från Ushuaia i Argentina genom Syd- och Centralamerika till Los Angeles i USA.